# Dusona praecox
Dusona praecox är en stekelart som först beskrevs av Herman Teunissen 1947.
Dusona praecox ingår i släktet Dusona och familjen brokparasitsteklar. Inga underarter finns listade i Catalogue of Life.